# Velledopsis kenyensis
Velledopsis kenyensis là một loài bọ cánh cứng trong họ Cerambycidae.